# Dwór w Skrzydlowie
Dwór w Skrzydlowie – zabytkowy dwór w Skrzydlowie w powiecie częstochowskim. Do rejestru zabytków województwa śląskiego wpisano murowaną ośmioboczną kaplicę dworską znajdującą się w parku zbudowaną w latach 1820–1830 (nr rej.: 749 z datą 27 grudnia 1967 roku).

## Historia
Zespół dworski w Skrzydlowie, położony na zboczach nadwarciańskich wzniesień, założony został około połowy XIX wieku. Należał kolejno do kilku rodzin. W 1898 roku ówczesna właścicielka, Zofia Siemieńska sprzedała go Janowi Reszkemu. Rodzeństwo Reszke, Jan, Edward i Józefina, nabyło w tych czasach kilka majątków w okolicy. Cała trójka należała do najwybitniejszych śpiewaków operowych świata. Zarobiwszy duże pieniądze, rodzeństwo postanowiło zainwestować je właśnie w okolicach Częstochowy, kupując majątki. W Borownie mieszkała ich siostra Emilia, z mężem Adamem Michalskim. Oprócz Skrzydlowa były to Kłomnice, zakupione przez Józefinę oraz Garnek, którego właścicielem stał się Edward. Reszke stali się właścicielami kilku rezydencji. Jan oprócz Skrzydlowa był również właścicielem majątku w Kłobukowicach, Witkowicach i Chorzenicach.
Jan Reszke nie zamieszkał na stałe w Skrzydlowie. Jego żona, francuska amatorka śpiewu operowego Anne Marie de Goulaine nie chciała opuścić Paryża i w Polsce przebywała sporadycznie, natomiast on sam rozwinął we Francji działalność pedagogiczną (otworzył szkołę śpiewu) i ostatni raz był w Skrzydlowie w 1913 roku. Po śmierci ich syna Jana, jedynego dziecka, pozostał już do śmierci we Francji (Jan był oficerem we francuskiej armii, zginął w 1918 roku w bitwie pod Clermont). Swe majątki zapisał córkom Edwarda. Skrzydlów i Kłobukowice przypadły Emilii, Witkowice – Helenie, a Chorzenice – Janinie. Emilia wraz z mężem Aleksandrem Danilczukiem dalej prowadziła hodowlę koni, a także bydła holenderskiego. Posiadali też kurzą fermę. Byli ostatnimi właścicielami majątku.
Dwór był przez wiele lat siedzibą dyrekcji Państwowej Stadniny Koni, obecnie (2009 rok) jest zamieszkały. Aktualnie (rok 2019) jest opuszczony, park zdziczały, dwór popada w ruinę.
30 sierpnia 2014 roku spłonął drewniany budynek rządcówki, zwany dworkiem myśliwskim lub „zielonym”. Prawdopodobną przyczyną pożaru było podpalenie. Obecnym właścicielem zabudowań i parku jest Jarosław Lasecki.

## Opis
W skład skrzydlowskiego zespołu dworskiego wchodzi kilka obiektów. Obok samego dworu jest to również park, murowana kaplica wzniesiona w 1830 r., oraz pobudowane na początku XX w. budynki drewnianej rządcówki oraz murowanego spichlerza. Budynek drewnianej rządcówki w stylu „angielskim” prawdopodobnie został przywieziony w częściach z Anglii. Budując go, Jan Reszke korzystał z projektu francuskiego architekta François Arveufa, który zaprojektował dwór w Garnku.
Sam dwór posiada dwa skrzydła, lewe parterowe i prawe piętrowe. Wejście z gankiem posiada dekoracje w postaci czterech toskańskich kolumn. Park leży na zboczu wzgórza obniżającego się w stronę rzeki Warty. Został zaprojektowany w 1897 roku przez znanego ogrodnika i planistę Waleriana Kronenberga. Na jego terenie znajduje się m.in. będąca pomnikiem przyrody brzoza żółta.
W tymże majątku, w 1885 roku urodziła się Leona Zawadzka, córka właścicieli Zofii i Leona Siemieńskich.

## Stadnina koni
Konie były pasją nie tylko Jana, ale również Edwarda i ich szwagra Kronenberga. W 1883 roku założyli stajnię wyścigową i hodowlę tych zwierząt w Borownie u szwagra Michalskiego. Do Skrzydlowa przenieśli ją w 1901 roku. Przez długi czas konie Reszków odnosiły spore sukcesy w ważnych wyścigach („Wrogard” w 1896 roku, „Claude Frollo” w 1897 roku), co przynosiło właścicielom duże dochody. Stajnia wyścigowa braci Reszków funkcjonowała do 1911 roku.
Stadnina po II wojnie światowej została przejęta przez utworzone we wsi Państwowe Gospodarstwo Rolne. Wieloletnim dyrektorem był inż. Tadeusz Głoskowski. Pod jego zarządem hodowla koni i cały majątek były świetnie utrzymywane. Dzięki najlepszym francuskim angloarabom stanowiącym trzon hodowli w początkowych latach, oraz niemal nieograniczonemu dostępowi do wyselekcjonowanego materiału genetycznego i wymianie fachowej wiedzy pomiędzy państwowymi stadninami w latach powojennych, w S.K. Skrzydlów urodziło się wiele bardzo dobrych i wybitnych koni sportowych. Przez lata Skrzydlów był strategicznym punktem na mapie hodowlanej koni angloarabskich, a od lat 60. małopolskich. Później stadninę tę połączono w jedno przedsiębiorstwo z hodowlą koni w Widzowie. W 1994 roku została ona przekształcona w Stadninę Koni Skarbu Państwa, a w 1999 roku zlikwidowana. Całe stado trafiło do tworzonej wówczas z prywatnej inicjatywy Stadniny Koni Malutkie.

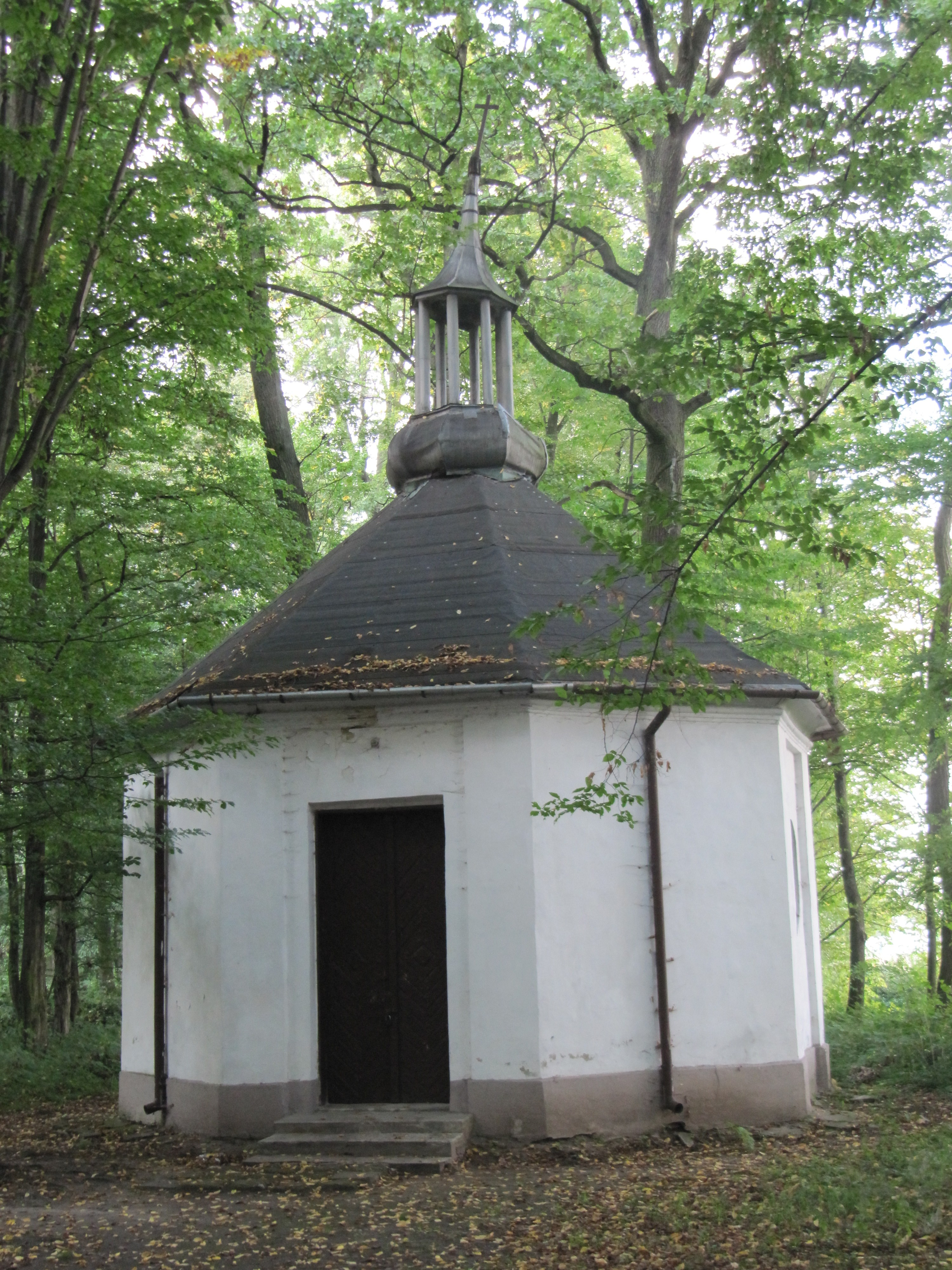
Kaplica podworska wpisana do rejestru zabytków